# ادوارد بینز
ادوارد بینز (به انگلیسی: Edward Binns) (۱۹۱۶–۱۹۹۰) بازیگر سینما، تئاتر و تلویزیون آمریکایی بود. وی سال‌های زیادی را به ایفای نقش در تلویزیون و سینما گذراند. او بیشتر، شخصیت‌های محترم، سخت‌کوش و هدفمند را بازی می‌کرد.

## فیلم‌شناسی
از علت‌های اصلی شهرت بینز، می‌توان به بازی در فیلم ۱۲ مرد خشمگین، محصول ۱۹۵۷ توسط سیدنی لومت اشاره کرد. وی همچنین در دو قسمت مجموعه دست‌نیافنی‌ها به عنوان مهمان افتخاری ایفای نقش کرد.